# Alejandro Bazán
Alejandro César Bazán Gonzales (Lima, 15 de marzo de 1937), es un médico, y político peruano. Fue en 2 oportunidades Alcalde del Distrito de La Victoria (1984-1986 y 2003-2006). 
En las elecciones municipales de Lima de 2010 nuevamente postula a la Alcaldía Distrital de La Victoria, representando al Partido Acción Popular.
| Cargo   | Región/prov./dist.      | Proceso electoral | Partido o alianza electoral por la que postuló | Ingreso    | Salida     |
| ------- | ----------------------- | ----------------- | ---------------------------------------------- | ---------- | ---------- |
| Regidor | Lima, Lima, La Victoria | 1980              | Izquierda Unida                                | 01-01-1981 | 31-12-1983 |
| Alcalde | Lima, Lima, La Victoria | 1983              | Izquierda Unida                                | 01-01-1984 | 31-12-1986 |
| Alcalde | Lima, Lima, La Victoria | 2010              | Unidad Nacional                                | 01-01-2003 | 31-12-2006 |